# H/PJ-11型11管30毫米舰炮
H/PJ-11型11管30毫米舰炮（又称：1130舰炮、1130近防炮；前称：1030近防炮）是一门使用11管30毫米口徑加特林式转管机砲的舰载近迫武器系統（CIWS），装设在自动型炮塔基座以上，同时配有雷达、光学、红外线追踪系统；它也是730近防炮的进一步发展型，其主要目的是提高近防炮系统对超音速掠海飞行目标的拦截能力，同样发射30×165毫米机炮炮弹（尾翼稳定脱壳穿甲弹）。

## 概述
以自主研發的第二代近防炮H/PJ-7为基础改进而成的第三代近防炮H/PJ-11最先被发现安装在中国辽宁号航空母舰上，后又被发现安装在054A型导弹护卫舰（从第三批次的大庆号导弹护卫舰开始）和052D型导弹驱逐舰（从第二批次的南京号导弹驱逐舰开始），目前亦已安装在055型导弹驱逐舰、075型两栖攻击舰与山东号航空母舰以上。
这台H/PJ-12的后继型也是30毫米口径，并且具有11根炮管，据报导指其发射速率更达到9,000—11,000发／分钟，即約166发／秒。每次能夠鎖定超過40個目標。并传言H/PJ-11有著“火神”的绰号。
其最初研发时期的早期设计为10根炮管（也因而被称为1030近防炮），而它最终完成时追加一根炮管而具有11根炮管；与俄罗斯AK-630-M2型藉由上下并联以提高射速至10,000发／分钟、什至“卡什坦”左右并联同时又增加防空导弹相比，舰炮加重幅度不大，相对的难题也较少。
与H/PJ-12只配备一个弹舱（位于系统右侧）不同的是，H/PJ-11的两侧均设置有一个备弹1,280发的弹舱。正是因为这种结构上的变化，H/PJ-11的火控系统的位置也比H/PJ-12的靠后。
据披露的资料，H/PJ-11的一发30毫米穿甲弹最少2,000人民币，也就是说开火一秒需要30万人民币。
尽管有报道称，FL-3000导弹（HQ-10）可与火控系統一样整合到近防炮上，正式定型时却是FL-3000N自身的三具18联装发射器独立安装在辽宁号以上。
据报告H/PJ-11能够拦截速度高达4马赫的导弹；同时据报道，在测试中实现了96％的拦截成功率。每分鐘萬發的H/PJ-11的彈幕密集度有著美國方陣快炮3,000—4,500發／分鐘的約3倍与730近防炮系统的4,600—5,800發／分鐘的2.62倍；然而亦因此重量和內部彈倉都較大較重，初期只能安裝在萬噸級导弹驱逐舰与航空母舰以上。其后已经可装上仅千噸級的052D导弹驱逐舰（第一批次的安装该艦炮改型）或是054A型导弹护卫舰（第三批次）以上。所以安裝在兩棲突擊艦時難度不大。
国外一度將1130近防炮误认为是「H/PJ-14」，但事实上真正的H/PJ-14是一门单管30毫米机炮。
6月17號，003福建號航空母艦上的1130近防砲採用了相控陣雷達，可能是1130近防砲的改進型號。
另在H/PJ-11型11管30毫米艦炮的基礎上研製出其陸基近防系統陸盾3000（LD-3000），並於2022年珠海航展上首度亮相。

## 現代世界相若的近迫武器系統比較
|                         | 中國1130型近程防御武器系统            | 俄羅斯AK-630                                       | 俄羅斯AK-630M1-2                                     | 美國方陣近迫武器系統                 | 荷蘭守門員近迫武器系統                 | 瑞士萊茵金屬歐瑞康千禧年機炮                    | 南非丹尼爾35毫米高平兩用砲             | 義大利標槍式近迫武器系統                       |
| ----------------------- | ------------------------------------- | -------------------------------------------------- | ---------------------------------------------------- | ------------------------------------ | -------------------------------------- | ----------------------------------------------- | -------------------------------------- | ---------------------------------------------- |
| 外觀                    |                                       |                                                    | ×                                                    |                                      |                                        |                                                 |                                        |                                                |
| 採用年份                | 2009年                                | 1976年                                             | 1983年                                               | 1980年                               | 1980年                                 | 2003年                                          | 2005                                   | 1965年                                         |
| 武器                    | 30毫米（1.18英吋）11管式H/PJ-11型舰炮 | 30毫米（1.18英吋）6管式GSh-6-30（AO-18）加特林机炮 | 2×30毫米（1.18英吋）6管式GSh-6-30（AO-18）加特林机炮 | 20毫米（0.79英吋）6管式M61火神式機砲 | 30毫米（1.18英吋）7管式GAU-8复仇者机炮 | 35毫米（1.38英吋）單管式歐瑞康35/1000轉輪式機炮 | 2×35毫米（1.38英吋）單管式GA35速射機炮 | 40毫米（1.57英吋）雙管式波佛斯40毫米L/70高射砲 |
| 炮彈                    | 30×165毫米 AO-18                      | 30×165毫米 AO-18                                   | 30×165毫米 AO-18                                     | 20×102毫米 NATO                      | 30×173毫米 NATO                        | 35×228毫米 NATO                                 | 35×228毫米 NATO                        | 40×364毫米R                                    |
| 裝彈數，發              | 2×1,280                               | 2,000                                              | 4,000                                                | 1,550                                | 1,190                                  | 252                                             | 2×240                                  | 736                                            |
| 重量，公斤：            | 7,400                                 | 9,114                                              | 11,819                                               | 6,200                                | 9,902                                  | 3,300                                           | 5,500                                  | 5,500                                          |
| 發射速率，發／分鐘      | 9,000／11,000                         | 5,000                                              | 10,000                                               | 4,500                                | 4,200                                  | 200／1,000                                      | 2×500                                  | 600／900                                       |
| 炮口初速，米／秒        | 1,000                                 | 900                                                | 900                                                  | 1,100                                | 1,109                                  | 1,050／1,175                                    | 1,175                                  | 1,000                                          |
| 有效／平軌跡射程，米    | 4,000                                 | 4,000                                              | 4,000                                                | 3,600                                | 2,000                                  | 3,500                                           | 4,000                                  | 4,000                                          |
| 最大射擊仰角，°         | -25/+85                               | -12／+88                                           | -25／+90                                             | -25／+85                             | -25／+85                               | -15／+85                                        | -10／+85                               | -13／+85                                       |
| 最大射擊仰角轉速，°／秒 | ？                                    | 50                                                 | 60                                                   | 115                                  | 100                                    | 70                                              | 40                                     | 60                                             |
| 最大迴旋角度，°         | ？                                    | 360                                                | 360                                                  | -150／+150                           | 360                                    | 360                                             | 360                                    | 360                                            |
| 最大射擊仰角轉速，°／秒 | ？                                    | 70                                                 | 80                                                   | 115                                  | 100                                    | 120                                             | 70                                     | 90                                             |

## 影視文化
- 2018年春節在中國大陸上映的電影《紅海行動》，用以击落恐怖分子从车辆发射的多管火箭弹，但搭載於临沂号导弹护卫舰上這點與該艦現實配置的武器不同（最先搭載H/PJ-11的054A型导弹护卫舰為大庆号）。
- 2023年春節在中國大陸上映的電影《流浪地球2》，用于保护太空电梯和行星发动机，在太空电梯危机中击落了大量被黑客入侵的无人机。

## 資料來源
1. ↑  .   [2014-02-06]. （原始内容存档于2013-02-15）.
2. ↑  .   [2014-02-06]. （原始内容存档于2013-01-23）.
3. ↑  .   [2014-02-06]. （原始内容存档于2013-01-16）.
4. ↑  .   [2014-02-06]. （原始内容存档于2014-12-27）.
5. ↑  .   [2014-02-06]. （原始内容存档于2014-12-29）.
6. ↑  .   [2015-01-24]. （原始内容存档于2018-10-03）.
7. ↑  .   [2020-07-02]. （原始内容存档于2020-10-04）.
8. ↑  .   [2013-07-02]. （原始内容存档于2013-07-02）.
9. ↑  . armyrecognition. 19 November 2022  [2024-01-13]. （原始内容存档于2023-12-16）.
10. ↑  . Indian-Military.org. 12 March 2010. （原始内容存档于2010-03-15）.
11. ↑  . MilitaryRussia.ru. 13 March 2009 – 13 July 2011  [23 March 2013]. （原始内容存档于2017-07-26） （俄语）.
12. ↑  Dan Petty. . Navy.mil.   [2013-05-18]. （原始内容存档于2015-10-05）.
13. ↑  . En.wikipedia.org. 2013-04-15  [2013-05-18]. （原始内容存档于2013-11-01）.
14. ↑  Tony DiGiulian. . Navweaps.com.   [2013-05-18]. （原始内容存档于2015-01-02）.

## 外部連結
- （英文）—Navy Recognition.com—
  - Chinese Navy Liaoning Aircraft Carrier's H/PJ-14 (Type 1130) new generation CIWS（页面存档备份，存于）（誤稱為H/PJ-14）
  - Chinese Navy (PLAN) Commissioned its First Upgraded Type 054A Frigate with new H/PJ-11 CIWS （页面存档备份，存于）
- （简体中文）—中國評論新聞：俄媒評中國超高速近防炮：耗電太大專配航母 （页面存档备份，存于）
- （繁體中文）—中國評論新聞網—專譯：美媒稱中國近防炮難應付亞音速導彈 （页面存档备份，存于）